# Локалита Дезерто (Верона)
Локалита Дезерто је насеље у Италији у округу Верона, региону Венето.
Према процени из 2011. у насељу је живело 16 становника. Насеље се налази на надморској висини од 229 м.